# Vítor Magalhães
Vítor Magalhães (Madeira, 27 de diciembre de 1971) es un artista y profesor universitario portugués.

## Biografía
De formación universitaria en distintos centros, se licenció en Bellas Artes en la Universidad de Madeira (1999) y se doctoró en Estética y Teoría del Arte/Comunicación Audiovisual en la Universidad de Castilla-La Mancha, Facultad de Bellas Artes de Cuenca (2007). Es profesor titular de Artes y Humanidades en la Universidad de Madeira e investigador en el grupo Imarte de la Facultad de Bellas Artes de la Universidad de Barcelona.
Como artista trabaja en distintos formatos de imagen y sonido, la mayoría en proyectos colectivos. Las temáticas y metodologías que atraviesan el desarrollo de sus proyectos artísticos y de su investigación son: los procesos de memoria vinculados a una metodología cuasi arqueológica y crítica de los modos de representación; la voz-tiempo como práctica interruptora de los lenguajes; los dispositivos transnarrativos de la imagen; las relaciones paradojales entre imagen y texto; o la praxis conceptual diagramática en el arte contemporáneo. Es autor del libro Poéticas de la Interrupción (Madrid, Trama Editorial, 2008), Premio Escritos sobre Arte 2007, de la Fundación Arte y Derecho.